# Hallertauer Taurus
Hallertauer Taurus is een hopvariëteit, gebruikt voor het brouwen van bier.
Deze hopvariëteit is een “dubbeldoelhop”, bij het bierbrouwen gebruikt zowel voor zijn aromatische als zijn bittereigenschappen. Deze Duitse “hoog-alfa”-variëteit werd gekweekt in het Hull Hops Research Institute en behoort tot de Hallertau-familie.

## Kenmerken
- Alfazuur: 12,3 – 17,9%
- Bètazuur: 4 – 6%
- Eigenschappen: hoge bitterheid, aangenaam aroma en smaakvol